# Airas Vasques
Airas Vasques (também Aires Vasques, Airas Vaz ou Aires Vaz; Ginzo de Limia, Galiza, c. 1170 - Mosteiro de São Vicente de Fora, Lisboa, 6 de Outubro de 1258) foi um bispo de Lisboa.

## Origem
D. Airas Vasques procedia de uma ilustre família galega, da qual procederiam os Soares de Albergaria. Era filho de Vasco Aires, e de sua mulher Examea Paes da Maia (c. 1130 -), da qual foi segundo marido, e sobrinho paterno do Arcebispo de Santiago de Compostela D. João Aires, em cujo Cabido fora Arcediago (quodam extraneo, archidiacono familiari suo) e que o nomeou Bispo de Lisboa.
As ligações à Galiza e sua nobreza são inegáveis, as múltiplas intervenções do Arcebispo D. João Arias, mesmo em assuntos familiares da nobreza portuguesa são também inegáveis, e a sua pertença a famílias influentes da nobreza galega é incontestável.
Segundo o Conde D. Pedro, era filho dum Fidalgo da terra de Limia e irmão de D. Fernando Ermiges, progenitor dos Soares de Albergaria. O que indirectamente se confirma, pois D. Arias documenta-se tio de três filhos de D. Pedro Ermiges, irmão de D. Fernando. Dado o patronímico, nesta época ainda rigoroso, D. Arias apenas podia ser meio-irmão de D. Fernando e D. Pedro. A isto acresce a cronologia, pois D. Arias era bem mais novo do que estes.
Tudo indica, portanto, que D. Airas era filho de D. Examea e de um Vasco, irmão do Arcebispo D. João Aires.

## Biografia
Julga-se que tenha sido religioso agostinho em São Vicente de Fora, mas não há sobre isso certezas.
Sabemos que fora Arcediago de Sé de Santiago de Compostela por duas cartas do Papa Gregório IX, datadas de 23 e 28 de Junho de 1239, segundo as quais teria sido Airas Vasques, nessa qualidade, quem trouxera o pálio de Roma para João Aires, acompanhado por João Peres.
Foi elevado ao episcopado pelo tio em ou por volta de 1241, e a Carta de Confirmação Papalfoi dada a 1 e 3 de Março de 1244 pelo Papa Inocêncio IV; viveu o conturbado período de guerra civil no reino, com a deposição de D. Sancho II e a ascensão ao trono de seu irmão D. Afonso.
A sua primeira acção conhecida foi a de fundar a Colegiada de Santa Maria de Marvila, em Santarém, a 25 de Novembro de 1244. No ano seguinte, foi um dos bispos portugueses que assistiu ao concílio de Lyon, tendo aí defendido, com um discurso brilhante, o rei D. Sancho, a quem os demais prelados portugueses queriam ver deposto para poderem entronizar o seu irmão.
Enquanto a situação política não se resolvia, permaneceu no estrangeiro, tendo regressado a Portugal somente em 1248, após a morte de D. Sancho e inquestionável direito de D. Afonso III em lhe suceder. Acompanhou então o soberano à sua expedição ao Reino do Algarve, destinada a conquistar os últimos resquícios do domínio muçulmano em Portugal.
Decretou novas constituições para prover ao bom governo da sua diocese, e delimitou concretamente as paróquias que estavam debaixo da sua alçada. Consagrou a Igreja do Mosteiro de Alcobaça em 29 de Setembro de 1252, um século depois de se ter iniciado a sua construção.
Tomou parte, ao lado dos demais prelados do reino, nas primeiras Cortes às quais assistiram os procuradores dos concelhos - as Cortes de Leiria, de 1256.
D. Airas Vasques faleceu no Mosteiro de São Vicente de Fora, em 1258, com Testamento. Ficou sepultado na Igreja desse mesmo mosteiro.
No Testamento de D. Airas Vasques são referidos: Fernando Mendes, consubrino nostro, a quem deixa os Livros de Direito, Sancho Peres, nepoti nostro (Sancho Perez (de Baião)), e Rodrigo Peres, nepoti nostro (Rodrigo Peres (de Baião)). Existe também outra personagem importante no seu testamento, um afilhado seu, João Peres de Ourense (filiolo nostro), que é também seu sobrinho, irmão dos dois anteriores (João Peres de Ourense). Aquele Fernando Mendes, pela diferença entre nepoti e consubrino, era certamente casado com uma sobrinha, que se desconhece, ou filha de D. Pedro Ermiges ou de D. Fernando Ermiges.